# M1 (미사일)
M1 미사일은 프랑스 해군 최초의 SLBM이다. 1960년 수드 아비아시온에서 개발을 시작, 1971년에 프랑스 최초의 전략원잠인 르두타불급 잠수함이 취역하면서, 함께 실전배치되었다.
미국 해군 최초의 SLBM인 UGM-27 폴라리스와 비슷한 크기와 성능을 갖고 있다. 북한의 무수단 미사일과 비슷한 성능이다.

## 역사
M1 미사일(사거리 3,000 km)이 1971년부터 배치되었으나, 1974년 M2 미사일(사거리 3,000 km), 1977년 M20 미사일(사거리 3,000 km)로 교체되었다. 셋은 모두 비슷한 크기와 성능을 가졌다. M20 미사일은 100발이 생산되었고, 1991년에 사용이 중단되었다.
1985년 프랑스 최초로 MIRV를 장착한 M4 미사일(사거리 5,000 km)로 교체되었다. 1996년 M45 미사일(사거리 6,000 km), 2010년 M51 미사일(사거리 10,000 km)이 배치되었다.
과거 프랑스는 육군 해군 공군용 핵무기를 각각 따로 보유하였으나, 육군 공군의 핵무기를 폐기, 전량 해군 전략원잠에서 발사하는 SLBM으로 정책을 바꾸었다.
영국 해군의 SSBN 뱅가드급 잠수함 보유 전략과 동일하게, 2011년 기준으로, 프랑스 해군은 4척의 SSBN 트리옹팡급 잠수함을 운영할 계획이다. 2척은 언제든지 원하는 때에 순찰 임무를 수행할 수 있도록 한다. 트리옹팡급 잠수함 마지막 4번함이 M51 미사일을 처음 탑재하고서, 2010년 9월 20일에 취역했다.

## 같이 보기
- TN-75 핵탄두
- MIRV
- M4 미사일
- M45 미사일